# Киселёвка (Черкасская область)
Киселёвка (укр. Киселівка) — село в Катеринопольском районе Черкасской области Украины.
Население по переписи 2001 года составляло 520 человек. Почтовый индекс — 20513. Телефонный код — 4742.

## Местный совет
20513, Черкасская обл., Катеринопольский р-н, c. Киселевка, ул. Школьная, 4